# Comité Nacional de Ação Conjunta
O Comité Nacional de Ação Conjunta (em inglês:  National Joint Action Committee, NJAC) é um partido político em Trindade e Tobago.

## História
O partido foi estabelecido em fevereiro de 1969 por Makandal Daaga (então conhecido como Geddes Granger), que estava descontente com o facto da maioria dos negócios em Trindade serem propriedade da minoria branca. O partido concorreu pela primeira vez a eleições em 1981, quando recebeu 3,3%, mas não elegeu nenhum deputado. Nas eleições de 1986, voltou a não eleger deputados e a sua votação reduziu-se a 1,5%.
O partido integrou a a vitoriosa Coalizão Parceria Popular nas eleições de 2010.

## Ideologia
O NJAC foi criado pouco antes da chamada "Revolução de Fevereiro" de 1970 em Trindade e Tobago e inspirado pela ideologia do Black Power (onde o NJAC inclui tanto a população de origem africana como a indiana como "negras"), funcionando inicialmente como uma federação de vários movimentos sociais. Para o NJAC, a dominação económica branca (tanto da elite branca local como pelas multinacionais) estava ligada a um sistema politico parlamentar puramente representativo (em que de qualquer maneira o parlamento acabava por ter poucos poderes reais face ao executivo). Em alternativa a ver a ação política como votar de cinco em cinco anos e tentar entrar no parlamento, o NJAC defende uma política baseada em mobilizações populares e pela criação e desenvolvimento de organizações de base como os "parlamentos populares", a partir dos bairros, plantações, universidades, etc, com uma descentralização administrativa (nomeadamente com maior autonomia para a ilha de Tobago). Inicialmente o NJAC, devido à sua posição de defesa da mobilização popular em detrimento do sistema representativo, não concorria a eleições, mas abandonou essa posição a partir de 1981.

## Resultados eleitorais

### Legislativas
| Data | Votos   | %      | Câmara dos Representantes | Notas                                |
| ---- | ------- | ------ | ------------------------- | ------------------------------------ |
| 1981 | 13.710  | 3,32%  | 0 / 36                    |                                      |
| 1986 | 8.592   | 1,5%   | 0 / 36                    |                                      |
| 1991 | 5.743   | 1,11%  | 0 / 36                    |                                      |
| 2010 | 432.026 | 60,03% | 29 / 41                   | Total da Coalização Parceria Popular |
| 2015 | 5.790   | 0,79%  | 0 / 41                    |                                      |